# محتوای اسناد دیپلماتیک افشاشده آمریکا
برخی از اطلاعاتی که توسط ویکی‌لیکس در ۲۸ نوامبر ۲۰۱۰ و روزهای بعد از آن افشا شد به قرار زیر است:

## افغانستان
لچرا:
- مطابق یک سند کابلی از سفارت آمریکا در کابل، احمد ضیا مسعود، معاون رئیس‌جمهور افغانستان، با بیش از ۵۲ میلیون دلار پول نقد پیدا شد که «کاملاً اجازه داشت پول را با خود به هر نقطه‌ای بدون فاش‌کردن ریشه یا مقصد آن حمل کند». این پی‌بری زمانی به وقوع پیوست که او توسط مقامات امارات متحده عربی که همراه با نیروهای کشف مواد مخدر کار می‌کردند، کشف شد.[۳]
- حامد کرزی، رئیس‌جمهور افغانستان، در یک سند کابلی توصیف شده بود که یک دید جهان‌بینی پارانویایی دارد.[۴]

## ایران
- بی‌اعتمادی شدید طالبان به ایران و تشویق‌های رهبران عرب برای حمله نظامی به تأسیسات هسته‌ای ایران از جمله مواردی است که در مورد روابط ایران و عرب در این افشاگری مطرح‌شده‌است.[۵][۶][۷] ملک عبدالله پادشاه عربستان سعودی چندین بار از ایالات متحده آمریکا تقاضای حمله به تسلیحات هسته‌ای ایران کرده بود.[۸] در یک سند فاش شده کابلی دیپلماتیک، ملک عبدالله در جلسه مربوط به برنامه هسته‌ای ایران گفته بود که این ضروری است که «سر مار را جدا کنیم».[۹][۱۰]
- ولیعهد ابوظبی محمد بن زیاد از ایالات متحده خواسته‌بود که در مقابل ایران آرام نشیند و گفته بود، «احمدی‌نژاد، هیتلر است.»[۱۱]
- از ملک حمد از بحرین نقل‌قول شده بود که در سال ۲۰۰۹ گفته بود، «آن برنامه [برنامه هسته‌ای ایران] باید متوقف شود. خطری که آن را بخواهیم بگذاریم ادامه بدهیم، بسیار بیشتر از خطری است که بخواهیم آن را متوقف کنیم».[۹][۱۱]
- از ژنرال ارشد محمد الاعصر، دستیار وزیر دفاع مصر، محمد حسین طنطاوی، در سال ۲۰۰۹ نقل‌قول شده‌است که گفته، «مصر به ایران به عنوان تهدیدی برای منطقه نگاه می‌کند».[۱۱]
- اطلاعات نظامی ایالات متحده آمریکا اسنادی را مشخصی و پیدا کرده‌بودند که نشان می‌داد ایران موشک‌های پیشرفته‌ای را از کره شمالی گرفته‌بود (که اشتقاقی از طراحی شوروی آن بود) که بسیار قدرتمندتر از آن‌هایی بود که باید در دسترس ایران باشد و صورت عمومی توسط ایالات متحده اعلام شده بود. این موشک‌ها که از نوع بی‌ام ۲۵ ان طراحی شده‌اند گستره‌ای بیش از ۲٬۰۰۰ مایل (۳٬۲۰۰ کیلومتر) دارند.[۹][۱۲] متخصصان صحت و سقم این قضیه را زیر سؤال برده‌اند.[۱۳]
- یکی از هم‌پیمانان ناشناس رئیس‌جمهور پیشین ایران اکبر هاشمی رفسنجانی گفته بود که رهبر ایران علی خامنه‌ای به سرطان خون مبتلا است و انتظار می‌رود در ماه‌های آینده بمیرد و عدم تمایل هاشمی رفسنجانی برای اقدام پس از انتخابات بحث‌برانگیز ریاست جمهوری در سال ۲۰۰۹ از تمایلش برای جانشینی در جایگاه خامنه‌ای و لغو انتخابات محمود احمدی‌نژاد پس از آن خبر می‌دهد.[۱۴]
- گزارش‌هایی در دسترس است که هلال احمر ایران به صورت کامل توسط حکومت ایران کنترل می‌شود و در بسیاری از موارد سوءاستفاده از هلال احمر کشف شده‌است که به قاچاق اسلحه و جمع‌آوری اطلاعات نظامی در مناطق جنگی می‌پرداخت.[۵][۱۵]
- اسناد کابلی فاش‌شده‌ای از وزیر خارجهٔ ایالات متحده آمریکا هیلاری کلینتون افشا می‌کند که ایالات متحده بر دیگر متحدان فشار وارد می‌کرده تا بر تحریم‌های علیه ایران و بر ضد برنامهٔ هسته‌ای‌اش ادامه دهند.[۱۶]
- بر اساس یک سند سری که از سفارت آمریکا در باکو گزارش شده، منبعی مدعی شده پس از ناآرامی‌های عاشورای ۱۳۸۸ محمود احمدی‌نژاد در یک جلسهٔ شورای عالی امنیت ملی به وضعیت موجود در کشور اعتراض می‌کند و مدعی می‌شود «مردم احساس خفگی می‌کنند» و خواهان باز شدن فضای کشور و اجازهٔ آزادی‌های شخصی و اجتماعی بیشتر از جمله آزادی بیان می‌شود. اظهارات او خشم محمدعلی جعفری فرمانده سپاه را برمی‌انگیزد و او به این مضمون پاسخ می‌دهد که «تو اشتباه می‌کنی، تو خودت این آشوب را به پا کرده‌ای و حالا آزادی بیان بیشتر می‌خواهی» و سپس با کشیده‌ای صورت احمدی‌نژاد را می‌نوازد. پس از آن غوغایی در جلسه به پا شده و نشست قطع شده و ادامهٔ آن دیگر برگزار نمی‌شود. جلسهٔ بعدی شورای عالی امنیت ملی تا دو هفتهٔ دیگر برگزار نمی‌شود ولی احمد جنتی موفق می‌شود که احمدی‌نژاد و جعفری را با هم آشتی دهد.[۱۷][۱۸]
- بر اساس یک سند سری که از سفارت آمریکا در باکو گزارش شده، یک منبع اطلاعاتی که در سند یک انقلابی سابق غیرمارکسیست توصیف شده به دیپلمات آمریکایی می‌گوید حزب توده فعالیت خود را در میان کارگران کارخانه‌ها و حکومت و روشن‌فکران بیشتر کرده‌است. او مدعی می‌شود که هواداران توده پست‌هایی را در نظام اداری ایران و جاهای دیگر در اختیار دارند و به عنوان نمونه یکی از فعالان سازمان‌دهندهٔ اعتصاب‌های کارگران اتوبوس‌رانی و اعتصاب‌های کارگری دیگر را مثال می‌زند.[۱۹]
- یک سند سری که از سفارت آمریکا در مسکو مخابره شده، گزارش مفصلی از مذاکرات مقامات امنیتی عالی‌رتبه روسیه با مقامات آمریکایی در دسامبر ۲۰۰۹ در مورد تهدیدهای مشترک علیه آمریکا و روسیه را دربردارد که بخش عمده‌ای از آن به برنامهٔ موشکی ایران اختصاص یافته‌است. در این مذاکرات اختلاف نظر زیادی میان مقامات دو کشور در مورد قابلیت‌های موشک‌های ایرانی وجود دارد. مقامات روسیه معتقدند برنامهٔ ساخت موشک‌های بالیستیک در ایران به بن‌بست‌رسیده‌است؛ و ایران با کاهش وزن شهاب ۳ به ۲۵۰ کیلو توانسته به برد تأییدشدهٔ ۱۶۰۰ تا ۱۷۰۰ کیلومتر برسد که چنین موشکی از نظر نظامی بی‌ارزش است. آن‌ها همچنین ایرادات فنی زیادی در مورد نوع سوخت، طراحی بدنه، سیستم کنترل و شرایط پرتاب بر موشک‌های ایرانی وارد می‌دانند: «بدنهٔ بسیار باریک موشک‌های ایرانی ممکن است نتواند فشار یک پرواز بالیسیتک را تحمل کند، و سامانهٔ هدایت موشک قدیمی و منسوخ است و اجازهٔ راهنمایی دقیق را نمی‌دهد. بر اساس برآورد روس‌ها اگر سیستم کنترل [موشک‌های ایرانی] برای یک برد ۲ هزار کیلومتر استفاده شود موشک با ۶ تا ۷ کیلومتر انحراف خواهد داشت ولی اگر برای ۵ هزار کیلومتر استفاده شود دقت هدف‌گیری ۵۰ تا ۶۰ کیلومتر کاهش می‌یابد و در پایان نتیجه می‌گیرند: «روسیه معتقد است امکان پیشرفت در موشک‌های سوخت مایع ایران صفر است. از نظر روسیه غیرممکن است که ایران بتواند یک سلاح هسته‌ای را بر روی موشک‌های کنونی با برد اصلاح‌شده و وزن پرتاب قرار دهد… یک تهدید موشکی فقط زمانی ایجاد می‌شود که ایران از ان‌پی‌تی خارج شود و با موفقیت یک موشک ام‌آربی‌ام با ۳ هزار کیلومتر برد و کلاهک یک تنی بسازد. تحت هر شرایطی حتی با کمک کشورهای خارجی کوچک‌ترین احتمالی برای دستیابی ایران به چنین موشکی در ده سال آینده وجود ندارد.»
مقامات آمریکایی اما در نقطهٔ مقابل وضعیت برنامهٔ موشکی ایران را مناسب‌تر و احتمال پیشرفت در آن را بالا می‌دانند و معتقدند ایران موفق به استفاده از آلومینیوم به جای استیل در بدنهٔ موشک، تولید سوخت‌های قوی‌تر و افزایش نیروی محرکهٔ موتور موشک شده‌است.
در این مذاکرات همچنین اختلاف نظری در مورد فروش موشک‌های بی‌ام ۲۵ کره شمالی به ایران رخ می‌نماید. روس‌ها معتقدند هیچ مدرکی در مورد وجود این موشک‌ها ارائه نشده و اصولاً معقول نیست موشکی که هنوز آزمایش نشده خریدوفروش شود. مقامات آمریکایی در پاسخ به این سؤال می‌گویند «ایران و کره شمالی استانداردهای متفاوتی نسبت به بسیاری از کشورهای دیگر از جمله آمریکا و روسیه در زمینه ساخت موشک دارند. کره شمالی موشک‌های نو دونگ را فقط پس از یک پرواز آزمایشی صادر کرد، پس این غیرقابل تصور نیست که مبادرت به تولید و صادرات سیستمی کند که هنوز آزمایش نشده‌است. این موضوع به‌ویژه با توجه به نیاز کره شمالی به پول نقد قابل توجیه‌است. در واقع سؤال جالب این است که چرا ایران موشکی که هنوز آزمایش نشده را خریداری کرده‌است. یک جواب احتمالی این است که ایران دریافته که فناوری پیش‌رانی بی‌ام ۲۵ از قابلیت‌های تحصیل‌شده شهاب-۳ فراتر می‌رود و کسب این فناوری [برای ایران] بسیار جذاب است. ایران به موتورهای [موشکی] نیاز دارد که توانایی استفاده از سوخت‌های قوی‌تری را داشته باشند و خرید یک مجموعه از موشک‌های بی‌ام-۲۵ امکان مهندسی معکوس را برای ایران فراهم می‌کند. این برآورد با مرحلهٔ دوم موشک‌های سوخت مایع سفیر که از موتورهای پیشرانه موشک‌های بی‌ام-۲۵ استفاده می‌کنند، سازگار است.» این ادعای آمریکایی‌ها که موشک سفیر از موتورهای پیشرانه موشک‌های بی‌ام-۲۵ استفاده می‌کند (و نه موتورهای مشابه موشک اسکاد که پایه موشک‌های ایرانی است) بر پایه تحلیل تصاویر این موشک استوار است، اما روس‌ها می‌گویند این تصاویر اجازهٔ چنین تحلیل‌های دقیقی را نمی‌دهد.[۲۰][۲۱]

## اسرائیل
- اسرائیل آماده حمله به تأسیسات هسته‌ای ایران بود و سال ۲۰۱۰ را به عنوان یک سال محوری در این مورد می‌دید.[۲۲]
- در اوت ۲۰۰۷، میر دیگان رئیس موساد اسرائیل به ایالات متحده پیشنهاد داده بود تا از گروه‌های حاشیه‌ای محلی به منظور تلاش برای سرنگونی رژیم ایران استفاده کنند.[۶] اسناد ویکی‌لیکس همچنین نشان می‌دهد که دیگان طرح حمله به تأسیسات هسته ای سوریه را تنها دو ماه قبل از آن‌که عملیات باغ میوه آغاز شود، رد کرده بود.[۲۳]
- ایهود باراک وزیر دفاع اسرائیل با الفتح از تشکیلات خودگردان فلسطین مشورت کرده و پرسیده‌بود که اگر آن‌ها بتوانند کنترل نوار غزه را پس از پیروزی اسرائیل در جریان جنگ غزه به‌دست‌گیرند اما با امتناع روبرو شدند.[۲۴]
- در مکالمه‌ای با عضو کنگره آمریکا گری آکرمن در ۲۰۰۷، بنیامین نتانیاهو گفت که شیمون پرز به او گفته‌بود که پیمان صلح اسلو که او آن را در آغاز کمک‌کرده‌بود روی فرضیه مقدم اشتباهی پایه‌گذاری شده‌بود. نتانیاهو اعلام کرد که پرز به او گفته بود که کمک‌های اروپایی و آمریکایی به تشکیلات خودگردان فلسطین، «نوعی بوروکراسی را ایجاد کرده که کارمندان تشکیلات خودگردان فلسطین به سوی جامعه بین‌المللی برای دریافت مزدشان مراجعه می‌کنند.»[۲۵]
- در همان سند نتانیاهو کادیما را «یک جناح دروغین» توصیف کرده‌بود و جنگ دوم لبنان را به یک چیز «احمقانه» ارجاع داد و از سیاست‌های ایهود اولمرت بر روی این کشمکش‌های انتقاد کرد.[۲۶]

## ایتالیا
- سیلویو برلوسکونی نخست‌وزیر ایتالیا توسط سفارت آمریکا در رم به یک فرد «بی‌لیاقت، از خود راضی و فاقد کارایی به عنوان یک رهبر اروپایی» توصیف شد.[۲۷] دیپلمات‌ها او را به‌صورت بسیار زیادی نزدیک به پوتین گزارش کردند و او را «سخنگوی پوتین» شناختند.[۲۸]

## چین
بر اساس اسناد منتشر شده توسط ویکی لیکس، یک دیپلمات ارشد کره جنوبی به آمریکا گفته‌است که مقام‌های ارشد چینی از اتحاد دو کره تحت رهبری کره جنوبی حمایت می‌کنند. بنا بر این اسناد، دو مقام ارشد چین به‌طور محرمانه به چن یونگ وو، معاون سابق وزیر امور خارجه کره جنوبی که در حال حاضر سمت مشاور امنیت ملی ریاست جمهوری را در اختیار دارد، گفته‌اند که معتقدند کره شمالی و جنوبی باید زیر نظر سئول به کشوری واحد تبدیل شوند. به گفته آنها، این نظر در بین اعضای بلندپایه هیئت حاکمه در پکن در حال قوت گرفتن است.

## یمن
اسناد منتشر شده توسط وبسایت ویکی لیکس نشان می‌دهد، دولت یمن یک سال پیش دو بار به ارتش آمریکا اجازه داده بود که به نیروهای القاعده حمله هوایی کند. طبق این اسناد علی عبدالله صالح، رئیس‌جمهوری یمن، بعداً ادعا کرده‌است که حملات توسط ارتش یمن صورت گرفته‌است. آمریکا همچنین خواستار استفاده از نیروی زمینی در یمن بود که با مخالفت رئیس‌جمهوری این کشور روبرو شده‌است.

## مصر
بر اساس برخی اسناد منتشره، سرویس اطلاعاتی مصر عوامل خود در عراق و سوریه را بسیج کرده تا در برابر عملیات جاسوسی ایران مقابله کنند. مصر همچنین در تلاش است تا بتواند مانع کمک‌های مالی ایران به گروه حماس به ارزش ماهیانه ۲۵ میلیون دلار شود.